# Кубок України з футболу 2000—2001
У десятому розіграші Кубка України з футболу сезону 2000/01 року взяли участь 28 команд вищої і першої ліг та чотири півфіналісти Кубка другої ліги (з 44 команд).
Проходив з 16 вересня 2000 року по 27 травня 2001 року.

## Учасники
| Клуби вищої ліги: | Клуби першої ліги: | Півфіналісти Кубка другої ліги:                                                               |
| - «Ворскла» (Полтава) - «Динамо» (Київ) - «Дніпро» (Дніпропетровськ) - «Карпати» (Львів) - «Кривбас» (Кривий Ріг) - «Металіст» (Харків) - «Металург» (Донецьк) - «Металург» (Запоріжжя) - «Металург» (Маріуполь) - «Нива» (Тернопіль) - «Сталь» (Алчевськ) - «Таврія» (Сімферополь) - «ЦСКА» (Київ) - «Шахтар» (Донецьк) | - «Борисфен» (Бориспіль) - «Буковина» (Чернівці) - ФК «Вінниця» - «Волинь» (Луцьк) - «Закарпаття» (Ужгород) - «Зірка» (Кіровоград) - ФК «Львів» - «Металург» (Нікополь) - ФК «Миколаїв» - «Поліграфтехніка» (Олександрія) - «Прикарпаття» (Івано-Франківськ) - «Спартак» (Суми) - ФК «Черкаси» - «Чорноморець» (Одеса) | - «Машинобудівник» (Дружківка) - «Полісся» (Житомир) - «Сокіл» (Золочів) - «Титан» (Армянськ) |

## Перелік матчів

### 1/16 фіналу
| 16 вересня 2000 року.            |     |                            |             |
| «Поліграфтехніка» (Олександрія)  | 0:3 | «Шахтар» (Донецьк)         |             |
| «Спартак» (Суми)                 | 0:0 | «Динамо» (Київ)            | дч, пен.4:2 |
| «Сокіл» (Золочів)                | 2:1 | «Сталь» (Алчевськ)         |             |
| 17 вересня 2000 року.            |     |                            |             |
| «Прикарпаття» (Івано-Франківськ) | 1:3 | «Металург» (Запоріжжя)     |             |
| «Чорноморець» (Одеса)            | 3:1 | «Карпати» (Львів)          |             |
| «Зірка» (Кіровоград)             | 1:2 | «Металург» (Донецьк)       | дч          |
| ФК «Черкаси»                     | 0:1 | «Нива» (Тернопіль)         |             |
| ФК «Миколаїв»                    | 0:3 | «Таврія» (Сімферополь)     |             |
| ФК «Львів»                       | 0:0 | ФК «Вінниця»               | дч, пен.3:1 |
| «Металург» (Маріуполь)           | 3:2 | «Волинь» (Луцьк)           |             |
| «Металург» (Нікополь)            | 1:3 | «Дніпро» (Дніпропетровськ) |             |
| «Закарпаття» (Ужгород)           | +:- | «Титан» (Армянськ)         |             |
| «Борисфен» (Бориспіль)           | 1:2 | «ЦСКА» (Київ)              |             |
| «Машинобудівник» (Дружківка)     | 1:1 | «Металіст» (Харків)        | дч, пен.4:5 |
| 18 вересня 2000 року.            |     |                            |             |
| «Буковина» (Чернівці)            | 0:1 | «Кривбас» (Кривий Ріг)     |             |
| 19 вересня 2000 року.            |     |                            |             |
| «Полісся» (Житомир)              | 2:1 | «Ворскла» (Полтава)        |             |

### 1/8 фіналу
| 23 вересня 2000 року.      |     |                        |    |
| «Сокіл» (Золочів)          | 0:2 | «Металург» (Маріуполь) |    |
| «Закарпаття» (Ужгород)     | 1:2 | «Шахтар» (Донецьк)     |    |
| «Спартак» (Суми)           | 3:2 | «Таврія» (Сімферополь) |    |
| ФК «Львів»                 | 2:0 | «Чорноморець» (Одеса)  |    |
| «ЦСКА» (Київ)              | 2:0 | «Нива» (Тернопіль)     |    |
| «Дніпро» (Дніпропетровськ) | 3:1 | «Металург» (Запоріжжя) | дч |
| «Полісся» (Житомир)        | 0:1 | «Металург» (Донецьк)   |    |
| «Металіст» (Харків)        | 0:2 | «Кривбас» (Кривий Ріг) |    |

### Чвертьфінали
| 2 листопада 2000 року.     |     |                        |    |
| «Кривбас» (Кривий Ріг)     | 1:5 | «Шахтар» (Донецьк)     | дч |
| «Металург» (Донецьк)       | 0:2 | «Металург» (Маріуполь) |    |
| «Спартак» (Суми)           | 1:4 | «ЦСКА» (Київ)          |    |
| «Дніпро» (Дніпропетровськ) | 1:0 | ФК «Львів»             |    |

### Півфінали
| 11 квітня 2001 року.   |     |                            |    |
| «Металург» (Маріуполь) | 1:2 | «Шахтар» (Донецьк)         |    |
| «ЦСКА» (Київ)          | 3:1 | «Дніпро» (Дніпропетровськ) | дч |

### Фінал
| 27 травня 2001 р. +17 °C |

| «Шахтар» (Донецьк)         | 2:1, дч  | «ЦСКА» (Київ) |
| -------------------------- | -------- | ------------- |
| Ателькін 78' Ателькін 119' | протокол | Костишин 7'   |

| Київ, НСК «Олімпійський» Глядачів: 55 000 Арбітр: Василь Мельничук (Сімферополь) |

| Володар Кубка України 2000/01 |
| ----------------------------- |
| «Шахтар» (Донецьк) Втретє     |

### Найкращі бомбардири
|   | Гравець          | Клуб                       | Ігри | Голи (пен.) |
| - | ---------------- | -------------------------- | ---- | ----------- |
| 1 | Андрій Воробей   | «Шахтар» (Донецьк)         | 5    | 6           |
| 2 | Сергій Валяєв    | «Дніпро» (Дніпропетровськ) | 3    | 3           |
| 3 | Владислав Зубков | «Дніпро» (Дніпропетровськ) | 3    | 3 (1)       |
| 4 | Костянтин Бабич  | «Металург» (Маріуполь)     | 4    | 3           |

## Підсумкова таблиця
| Етап        | Команда                          | I | В | Н | П | РМ   | О  |
| ----------- | -------------------------------- | - | - | - | - | ---- | -- |
| Володар     | «Шахтар» (Донецьк)               | 5 | 5 | 0 | 0 | 14−4 | 10 |
| Фіналіст    | «ЦСКА» (Київ)                    | 5 | 4 | 0 | 1 | 12−5 | 8  |
| Півфінал    | «Металург» (Маріуполь)           | 4 | 3 | 0 | 1 | 8−4  | 6  |
| Півфінал    | «Дніпро» (Дніпропетровськ)       | 4 | 3 | 0 | 1 | 8−5  | 6  |
| 1/4 фіналу  | «Металург» (Донецьк)             | 3 | 2 | 0 | 1 | 3−3  | 4  |
| 1/4 фіналу  | «Кривбас» (Кривий Ріг)           | 3 | 2 | 0 | 1 | 4−5  | 4  |
| 1/4 фіналу  | ФК «Львів»                       | 3 | 1 | 1 | 1 | 2−1  | 3  |
| 1/4 фіналу  | «Спартак» (Суми)                 | 3 | 1 | 1 | 1 | 4−6  | 3  |
| 1/8 фіналу  | «Таврія» (Сімферополь)           | 2 | 1 | 0 | 1 | 5−3  | 2  |
| 1/8 фіналу  | «Металург» (Запоріжжя)           | 2 | 1 | 0 | 1 | 4−4  | 2  |
| 1/8 фіналу  | «Чорноморець» (Одеса)            | 2 | 1 | 0 | 1 | 3−3  | 2  |
| 1/8 фіналу  | «Полісся» (Житомир)              | 2 | 1 | 0 | 1 | 2−2  | 2  |
| 1/8 фіналу  | «Сокіл» (Золочів)                | 2 | 1 | 0 | 1 | 2−3  | 2  |
| 1/8 фіналу  | «Нива» (Тернопіль)               | 2 | 1 | 0 | 1 | 1−2  | 2  |
| 1/8 фіналу  | «Металіст» (Харків)              | 2 | 0 | 1 | 1 | 1−3  | 1  |
| 1/8 фіналу  | «Закарпаття» (Ужгород)           | 1 | 0 | 0 | 1 | 1−2  | 0  |
| 1/16 фіналу | «Машинобудівник» (Дружківка)     | 1 | 0 | 1 | 0 | 1−1  | 1  |
| 1/16 фіналу | «Динамо» (Київ)                  | 1 | 0 | 1 | 0 | 0−0  | 1  |
| 1/16 фіналу | ФК «Вінниця»                     | 1 | 0 | 1 | 0 | 0−0  | 1  |
| 1/16 фіналу | «Волинь» (Луцьк)                 | 1 | 0 | 0 | 1 | 2−3  | 0  |
| 1/16 фіналу | «Борисфен» (Бориспіль)           | 1 | 0 | 0 | 1 | 1−2  | 0  |
| 1/16 фіналу | «Ворскла» (Полтава)              | 1 | 0 | 0 | 1 | 1−2  | 0  |
| 1/16 фіналу | «Зірка» (Кіровоград)             | 1 | 0 | 0 | 1 | 1−2  | 0  |
| 1/16 фіналу | «Сталь» (Алчевськ)               | 1 | 0 | 0 | 1 | 1−2  | 0  |
| 1/16 фіналу | «Буковина» (Чернівці)            | 1 | 0 | 0 | 1 | 0−1  | 0  |
| 1/16 фіналу | ФК «Черкаси»                     | 1 | 0 | 0 | 1 | 0−1  | 0  |
| 1/16 фіналу | «Карпати» (Львів)                | 1 | 0 | 0 | 1 | 1−3  | 0  |
| 1/16 фіналу | «Металург» (Нікополь)            | 1 | 0 | 0 | 1 | 1−3  | 0  |
| 1/16 фіналу | «Прикарпаття» (Івано-Франківськ) | 1 | 0 | 0 | 1 | 1−3  | 0  |
| 1/16 фіналу | «Поліграфтехніка» (Олександрія)  | 1 | 0 | 0 | 1 | 0−3  | 0  |
| 1/16 фіналу | ФК «Миколаїв»                    | 1 | 0 | 0 | 1 | 0−3  | 0  |
| 1/16 фіналу | «Титан» (Армянськ)               | 0 | 0 | 0 | 0 | 0−0  | 0  |